# Primero de Junio
Primero de Junio är en ort i Mexiko.   Den ligger i kommunen Querétaro och delstaten Querétaro Arteaga, i den centrala delen av landet, 190 km nordväst om huvudstaden Mexico City. Primero de Junio ligger 2 010 meter över havet och antalet invånare är 228.
Terrängen runt Primero de Junio är kuperad åt nordost, men åt sydväst är den platt. Runt Primero de Junio är det tätbefolkat, med 762 invånare per kvadratkilometer. Närmaste större samhälle är Santiago de Querétaro, 7,7 km söder om Primero de Junio. Trakten runt Primero de Junio består i huvudsak av gräsmarker.